# Vicky Savard
Vicky Marie Michele Savard (14 febbraio 1993) è una pallavolista canadese, schiacciatrice della LOVB Omaha.

## Carriera

### Club
Muove i primi passi nella formazione giovanile del Maverick, dalla quale approda alla squadra universitaria della Montréal, con la quale partecipa per cinque annate al CIS.
Nella stagione 2016-17 inizia la sua carriera da professionista nell'Austrian Volley League Women, ingaggiata dall'ASKÖ Linz-Steg, mentre nella stagione seguente indossa la casacca dell'HPK Naiset, club della Lentopallon Mestaruusliiga con cui si aggiudica lo scudetto e la Coppa di Finlandia. Si trasferisce poi al Logroño, nella Superliga Femenina de Voleibol, vincendo nel corso dell'annata la Supercoppa spagnola, la Coppa della Regina e lo scudetto: resta nella massima divisione spagnola anche nel campionato 2019-20, ma indossando la casacca dell'Haris.
Nella stagione 2020-21 approda in Grecia, ingaggiata dal Pannaxiakos, in Volley League, ma a metà annata si trasferisce all'Arīs Salonicco, mentre nella stagione seguente è invece di scena in Francia, dove partecipa alla Ligue A con il Terville Florange. Trascorre poi un'annata con la formazione ucraina del Prometej, impegnata come ospite nella Extraliga ceca, dopo la quale torna in forza all'Arīs Salonicco, che però lascia nel corso dell'annata seguente per trasferirsi al Thīras, sempre nella massima divisione greca.
Disputa in seguito la League One Volleyball 2025 con la LOVB Omaha.

### Nazionale
Nel 2021 debutta nella nazionale canadese al campionato nordamericano, dove vince la medaglia di bronzo, poi bissata nel 2023.

## Palmarès

### Club
- Campionato finlandese: 1

2017-18
- Campionato spagnolo: 1

2018-19
- Coppa di Finlandia: 1

2017
- Coppa della Regina: 1

2018-19
- Supercoppa spagnola: 1

2018